# Policja 997
Policja 997 – miesięcznik o tematyce policyjnej, wydawany od 2005 pod patronatem Komendy Głównej Policji. Pierwszym redaktorem naczelnym miesięcznika był podinspektor Paweł Biedziak. Po nim funkcję tę pełnili komisarz Paweł Chojecki, Irena Fedorowicz, Iwona Klonowska i Mariusz Ciarka. 

## Historia
Pierwszy numer miesięcznika „Policja 997” ukazał się w kwietniu 2005 r. Jego poprzednikami były dwa dwutygodniki:„Gazeta Policyjna” i „Magazyn Kryminalny 997”, które ukazywały się przemiennie w latach 1990-2005. Obydwa tytuły przygotowywał ten sam zespół redakcyjny pod kierownictwem początkowo ppłk. Romualda Łabanowa, a następnie mł. insp. Elżbiety Cierlicy, która kierowała nim do 1997 r. Następnie „Gazetą Policyjną” kierowali mł. insp. Roman Miśkiewicz (do 2004 r.) i mł. insp. Elżbieta Wasiak (do stycznia 2005 r.).
„Gazeta Policyjna” była adresowana do policjantów i pracowników Policji. Była pismem branżowym, skupiała się głównie na tematyce policyjno-prawnej, sądowej i społecznej. „Magazyn Kryminalny 997” był natomiast czasopismem popularyzującym tematykę policyjną w społeczeństwie. Zamieszczano w nim m.in. reportaże kryminalne. Przestał ukazywać się w 1997 r., z powodu ograniczenia budżetu Policji.

## Redaktorzy naczelni
- podinspektor Paweł Biedziak - kwiecień 2005 - grudzień 2005
- komisarz Paweł Chojecki - styczeń 2006 - styczeń 2009
- Irena Fedorowicz - luty 2009 - maj 2014
- insp. Iwona Klonowska - czerwiec 2014 - marzec 2020
- insp. Mariusz Ciarka - kwiecień 2020 - grudzień 2020